# Александрович, Вячеслав Александрович
Вячеслав Александрович Александрович (альтернативное отчество псевдонима — Алексеевич, настоящее имя — Пётр Александрович Дмитриевский; 1884, Рязанская губерния — 8 июля 1918, Москва, РСФСР) — заместитель председателя и член коллегии ВЧК (1918), член ЦК ПЛСР и ВЦИК, один из руководителей вооружённого мятежа левых эсеров (1918).

## Биография

### Ранние годы. Аресты, ссылка, эмиграция
Пётр Дмитриевский (будущий «Вячеслав Александрович») являлся уроженцем деревни Кезино (Козино?) Рязанской губернии, где он появился на свет в 1885 (по другим данным — 1884, или 1886) году в семье надворного советника Александра Дмитриевского.
С гимназической скамьи Вячеслав ушёл в революционное подполье, где «работал по технике в рязанской эсеровской организации». В октябре 1909 года он впервые был взят под наблюдение царской «охранки», которая подозревала его в хранении запрещённой литературы. Спустя год Вячеслав Александрович был арестован в Зарайске и 10 ноября 1910 года был приговорён Московской судебной палатой к небольшому сроку заключения — к двум неделям тюрьмы.
Александрович вновь подвергся аресту в августе 1911 года. На этот раз он был осуждён, 2 ноября 1912 года, к ссылке на поселение в Сибирь «с лишением прав состояния». Ссылку он отбывал сначала в Верхоленском уезде (Верхоленский округ Иркутской губернии), а затем — в самом Иркутске.
Весной 1915 года Александрович совершил побег из места ссылки и эмигрировал в Норвегию. Жил в Христиании, где работал на местной фабрике. За границей Вячеслав Александрович примкнул к группе эсеров-интернационалистов, центром которых была газета «Мысль». В эти годы он публиковался в революционных изданиях под литературным псевдонимом (партийной кличкой) «Пьер Ораж».
Вскоре после побега из Российской империи, в сентябре 1915 года, Александрович обратился к левым членам Партии социалистов-революционеров (ПСР) с призывом о создании автономной «народнической» группы: основной повод для создания отдельной организации он видел в расхождении с позицией и тактикой «правого» ЦК по вопросу об отношении к правительству в период Первой мировой войны.

### Возвращение в Россию. ВЦИК и ВЧК
Незадолго до Февральской революции, в декабре 1916 года, Вячеслав Александрович вернулся в Россию из Стокгольма по поддельным документам и прибыл в Петроград. Во время Первой мировой войны он успел провести партийную работу в петроградском подполье — при том, что он находился в резкой оппозиции к верхам правых эсеров, вследствие занятой им интернационалистической позиции. Принял активное участие в революционных событиях. В Петроградском совете рабочих и солдатских депутатов (Петросовете) Александрович работал в комиссии по издательско-типографским делу. В феврале 1917 года он был избран рабочими в исполнительный комитет (Исполком) Петросовета, но отстранён от работы в нём меньшевистско-эсеровским большинством.
1 марта 1917 года, вразрез с линией Исполкома и Петросовета (но вместе с большевиками и «межрайонцами»), Вячеслав Александрович выпустил прокламацию с требованием создания рабочего правительства, в которой он фактически одобрил насилие против армейских офицеров. В прокламации также содержался и призыв к полному разрыву с офицерством. Примкнул к левым эсерам (ПЛСР) в том же месяце.
В 1917 году Александрович трижды избирался членом ВЦИК (со второго по четвёртый созывы) как член организации партии левых эсеров (интернационалистов). Активно участвовал в Октябрьской революции. В декабре 1917 года, будучи назначен членом оперативной коллегии (президиума) только что образованной Всероссийской чрезвычайной комиссии (ВЧК), он вёл в ней приём посетителей и даже делегировался на заседания Совнаркома РСФСР, руководимого Лениным.
8 (21) января 1918 года В. А. Александрович был назначен заместителем председателя ВЧК Феликса Дзержинского. Настаивал на увеличении представительства левых эсеров в Комиссии. Тогда же он стал заведующим отделом ВЧК по борьбе с преступлениями по должности. На тот момент считалось, что он был твёрдый сторонник совместной работы с большевиками и неуклонного проведения большевистской тактики. Дзержинский говорил об Александровиче: «…Права его были такие же, как и мои, имел право подписывать все бумаги и делать распоряжения вместо меня. У него хранилась большая печать… Александровичу я доверял вполне. Работал с ним все время в Комиссии, и всегда почти он соглашался со мною, и никакого двуличия не замечал».

### Восстание левых эсеров
6 июля 1918 года Александрович принял участие в вооружённом мятеже левых эсеров в Москве, связанном с подписанием большевистским правительством Брестского мира и с последовавшим за этим убийством левыми эсерами германского посла В. фон Мирбаха. По версии Олега Витальевича Михайлова, именно Александрович курировал в ВЧК охрану посольства. За день до восстания, 5 июля, он направил в деревню под Москвой автомобиль для доставки в штаб одного из чекистских отрядов его эсеровского руководителя — Дмитрия Попова, находившегося в тот момент в отпуске по болезни. Утром 6 июля он заверил печатью ВЧК удостоверение Секретного отдела (работа по иностранному шпионажу), подготовленное Яковом Блюмкиным, и написал записку в гараж ВЧК о выделении автомобиля. Затем Александрович захватил с собой 544 тыс. рублей, отобранных ранее у арестованного, которые подлежали сдаче в Отдел хранилищ ВЧК.
После получения известия об убийстве посла Мирбаха, Александрович отправился в отряд Попова в Покровские казармы для участия в заседании ЦК ПЛСР. Деньги ВЧК он передал в партийную кассу. Затем Александрович встретил Дзержинского, прибывшего для ареста «террориста» Блюмкина, и разоружил как самого главу ВЧК (своего непосредственного начальника), так и его охрану. Именно Александрович заявил Дзержинскому: «По постановлению ЦК партии левых эсеров, объявляю вас арестованными».
Около 18 часов 6 июля Александрович в сопровождении членов ЦК партии левых эсеров прибыл на митинг в Первый мартовский полк, а затем приехал в здание ВЧК на Лубянке, где арестовал заместителя Дзержинского Мартына Лациса. В 11:30 7 июля после столкновения с войсками Красной армии, участвовавшими в подавлении эсеровского мятежа, и артиллерийского обстрела главного штаба восставших в Трёхсвятительском переулке (в здании в это время находился и арестованный Дзержинский) Александрович бежал. В тот же день, после окончательного подавления восстания, изменив внешность, пытался скрыться из Москвы, но был схвачен на вокзале.

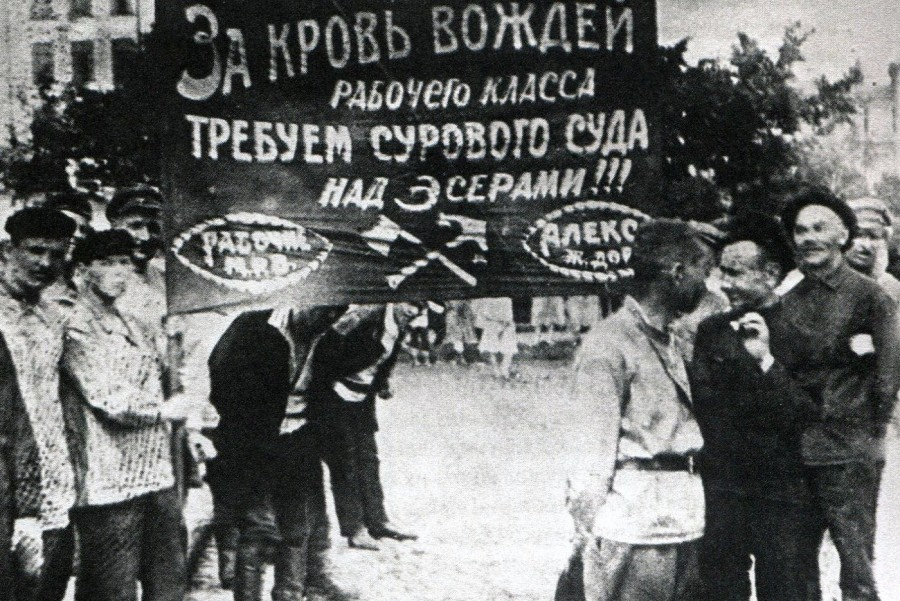
Восстание левых эсеров (1918) — требование суда

### Следствие и расстрел
В газете «Известия ВЦИК» от 8 июля 1918 года в заметке, озаглавленной «К аресту Александровича», сообщалось: «Один из главных вдохновителей левоэсерского мятежа, бывший товарищ Председателя Чрезвычайной комиссии по борьбе с контрреволюцией Александрович, пытаясь бежать с Курского вокзала, переоделся, сбрил себе усы и загримировался. Однако этот маскарад не помог Александровичу укрыться от внимания дежуривших на вокзале сотрудников Чрезвычайной комиссии». В ответ на обвинения в вооружённом восстании против Советской власти Вячеслав Александрович заявил: «Все, что я сделал, я сделал согласно постановлению Центрального комитета партии левых социалистов-революционеров. Отвечать на задаваемые мне вопросы считаю морально недопустимым и отказываюсь».
В заключении ВЧК по делу В. А. Александрович назван лицом, «руководившим операциями»; был приговорён к высшей мере наказания. 8-го (в ночь на 9-е) июля 1918 года Пётр Александрович Дмитриевский (Вячеслав Александрович) был расстрелян «за измену служебному долгу» в числе 13 активных участников мятежа.
14 апреля 1998 года, в соответствии с заключением Генеральной прокуратуры Российской Федерации, Вячеслав Александрович был реабилитирован.

## Мнение современников
Николай Суханов в книге «Записки о революции» вспоминает:
… этот Александрович был всегда левым, даже весьма левым эсером, находившимся в резко оппозиционном, можно сказать, в революционном настроении по отношению к собственному партийному большинству. … позицию тогдашнего эсеровского рабочего Петербурга представлял именно он, Александрович, в отличие от интеллигентских эсеровских кружков, которые быстро монополизировали партийную марку при помощи культурных сил, нахлынувших в партию после революции из радикального лагеря.
… при первых шагах Совета рабочих депутатов, когда его эсеровскую фракцию составляли одни столичные рабочие, от имени партии эсеров в нём действовал неистовый и непримиримый циммервальдец.
… Именно он, Александрович, а не сидевший тут же Зензинов по инициативе эсеровских рабочих через несколько часов был избран в Исполнительный Комитет.

## Киновоплощения
- 1968 — «Шестое июля». В роли Александровича — Юрий Назаров.
- 1972 — «Петерс». В роли Александровича — Александр Боярский.

## Сочинения
- Статьи в революционных изданиях под псевдонимом «Пьер Ораж» (с 1915 года)[4]
- Прокламация с требованием создания рабочего правительства (1 марта 1917 года)